# Jordanoleiopus subunicolor
Jordanoleiopus subunicolor es una especie de escarabajo longicornio del género Jordanoleiopus, tribu Acanthocinini, familia Cerambycidae. Fue descrita científicamente por Breuning en 1955.

## Distribución
Se distribuye por Tanzania y Zanzíbar.

## Descripción
La especie mide 2,5 milímetros de longitud.